# Mount Liavaag
Mount Liavaag är ett berg i Antarktis. Det ligger i Västantarktis. Chile gör anspråk på området. Toppen på Mount Liavaag är 1 820 meter över havet.
Terrängen runt Mount Liavaag är kuperad åt sydost, men åt nordväst är den platt. Trakten är obefolkad. Det finns inga samhällen i närheten.